# Auf eigene Faust (Comic)
Auf eigene Faust (Originaltitel: Cavalier seul) ist ein Lucky-Luke-Comic, der 2012 von Achdé gezeichnet und von Daniel Pennac und Tonino Benacquista getextet wurde. Auf Deutsch wurde er 2013 als 90. Band der Lucky Luke-Reihe von Ehapa veröffentlicht. Die Übersetzung stammt von Klaus Jöken.

## Handlung
Nachdem die vier Daltonbrüder aufgrund eines durch Lucky Luke durchkreuzten Plans von Joe wieder einmal im Gefängnis gelandet sind, zweifeln die drei anderen allmählich daran, ob er wirklich geeignet ist, sie anzuführen. Joe macht ihnen daraufhin ein Angebot: Wer es als erster schafft, ganz allein eine Million Dollar ungeachtet der Methode zu erwerben, hätte das Recht, die Bande anzuführen. So brechen sie nun auf und zerstreuen sich in alle Himmelsrichtungen. Dabei benutzen die Banditen großteils vordergründig legale Methoden: William übernimmt ein Kasino – mit manipulierten Roulettetischen – Jack wird Bürgermeister einer Stadt – durch Wahlmanipulation – und Averell eröffnet eine Restaurantkette, wobei er gleich das Gericht Pizza kennenlernt. Lediglich Joe bleibt seinen kriminellen Wurzeln vollständig treu, indem er das Geld durch Banküberfälle zusammensammelt.
Lucky Luke versucht erfolglos, die Daltons zu verhaften, denn ihr neues Beziehungsnetz verhindert das und er muss mehrmals unverrichteter Dinge die Flucht ergreifen. Daraufhin beschließt er, Selbstjustiz zu verüben. So entwendet er den jüngeren dreien ihre eben zusammengetragenen Millionen und bringt diese unbemerkt in Joes Unterschlupf, der sich die plötzliche Vermehrung seines Geldes gar nicht erklären kann. Als die Daltons nun kurz davor sind, sich gegenseitig zu erschießen, legt Lucky Luke ihnen nahe, dass sie zwar Verbrecher, aber vor allem Brüder sind. Doch erst Ma Dalton kann sie beruhigen, sodass Lucky Luke sie wieder ins Gefängnis zurückbringen kann.

## Kommentar
Benacquista und Pennac äußerten sich in einem Interview im Magazin Spirou zu ihrem Werk, dessen Titel eher an den „Lonesome Cowboy“ selbst erinnert, als an die vier Daltons. Da es für die Autoren immer schwieriger wird, Themen zu finden, die noch nicht in Lucky-Luke-Bänden verarbeitet worden waren, haben sie sich für eine „Variation eines bekannten Themas“ (den Daltons) entschieden. Wie würde Luke reagieren, wenn er sich plötzlich seinen Erzfeinden einzeln gegenübersieht? Wie würde er sich verhalten, wenn die sonst so klare Grenze zwischen Gut und Böse zunehmend verschwimmen würde? Er würde neue unkonventionelle Lösungen finden müssen.

## Ausgabe
- Achdé / Daniel Pennac und Tonino Benacquista nach Morris: „Lucky Luke – auf eigene Faust“; Ehapa-Verlag; Berlin 2013; ISBN 978-3-7704-3698-9